# Arkhyttan
Arkhyttan is een plaats in de gemeente Säter in het landschap Dalarna en de provincie Dalarnas län in Zweden. De plaats heeft 155 inwoners (2005) en een oppervlakte van 36 hectare.